# Hypnogorgia pendula
Hypnogorgia pendula is een zachte koraalsoort uit de familie Plexauridae. De koraalsoort komt uit het geslacht Hypnogorgia. Hypnogorgia pendula werd in 1864 voor het eerst wetenschappelijk beschreven door Duchassaing & Michelotti. 